# Lexus LF-Gh
Lexus LF-Gh – samochód koncepcyjny o napędzie hybrydowym, zaprezentowany przez należącą do koncernu Toyota firmę Lexus w 2011 r. na New York International Auto Show. Oznaczenie modelu to skrót od słów „Lexus Future Grand-touring Hybrid”.
Luksusową, czterodrzwiową limuzynę wyposażono w jednostkę napędową Lexus Hybrid Drive napędzającą tylne koła. Reflektory, światła do jazdy dziennej oraz tylne lampy zespolone wykonano w technologii LED. Pojazd o nadwoziu utrzymanym w stylistyce L-finesse z charakterystycznym grillem chłodnicy o kształcie klepsydry stanowił zapowiedź nowej generacji modelu Lexus GS.